# نيكولاس أرمسترونغ
نيكولاس أرمسترونغ (12 سبتمبر 1975 في المملكة المتحدة - ) (بالإنجليزية: Nicholas Armstrong)‏ هو لاعب كريكت بريطاني. لعب مع Lincolnshire County Cricket Club ‏.

## وصلات خارجية
- نيكولاس أرمسترونغ على موقع إي آس بي آن كريك إنفو (الإنجليزية)